# فيرو

## نبذة
Z.coin هي عملة رقمية لامركزية، من دون وجود بنك مركزي، يمكن البيع والشراء بها بطريقة مجهولة في الانترنت ودون الحاجة لوسيط مثل البنوك، تحقق من حوالات الشبكة باستخدام التشفير ويتم تسجيلها في دفتر حسابات موزع يسمى سلسلة الكتل، يتم إنشاء z.coin كمكافأة لعملية تعرف باسم التعدين. ويمكن استبدالها بعملات ومنتجات وخدمات أخرى. ينتقد البعض z.coin بسبب إمكانية استخدامها في إجراء معاملات غير قانونية، وكما ان كل الانشطة الخاصة بهذه العملة تكون في ضروف غامضة دون معرفة سعرها الاصلي.
تعد العملة واحدة من أشهر العملات التي لم يتم اختراقها بسبب أمنها ويعتقد أن هذه العملة يترأسها جهة مجهولة المصدر والتي تسهر على حمايتها، ومعظم الاختراقات اللتي تتم هي بسبب أخطاء بشرية في إدارة الحماية وليست بسبب عيوب في التصميم.